# تسمم الحفاز

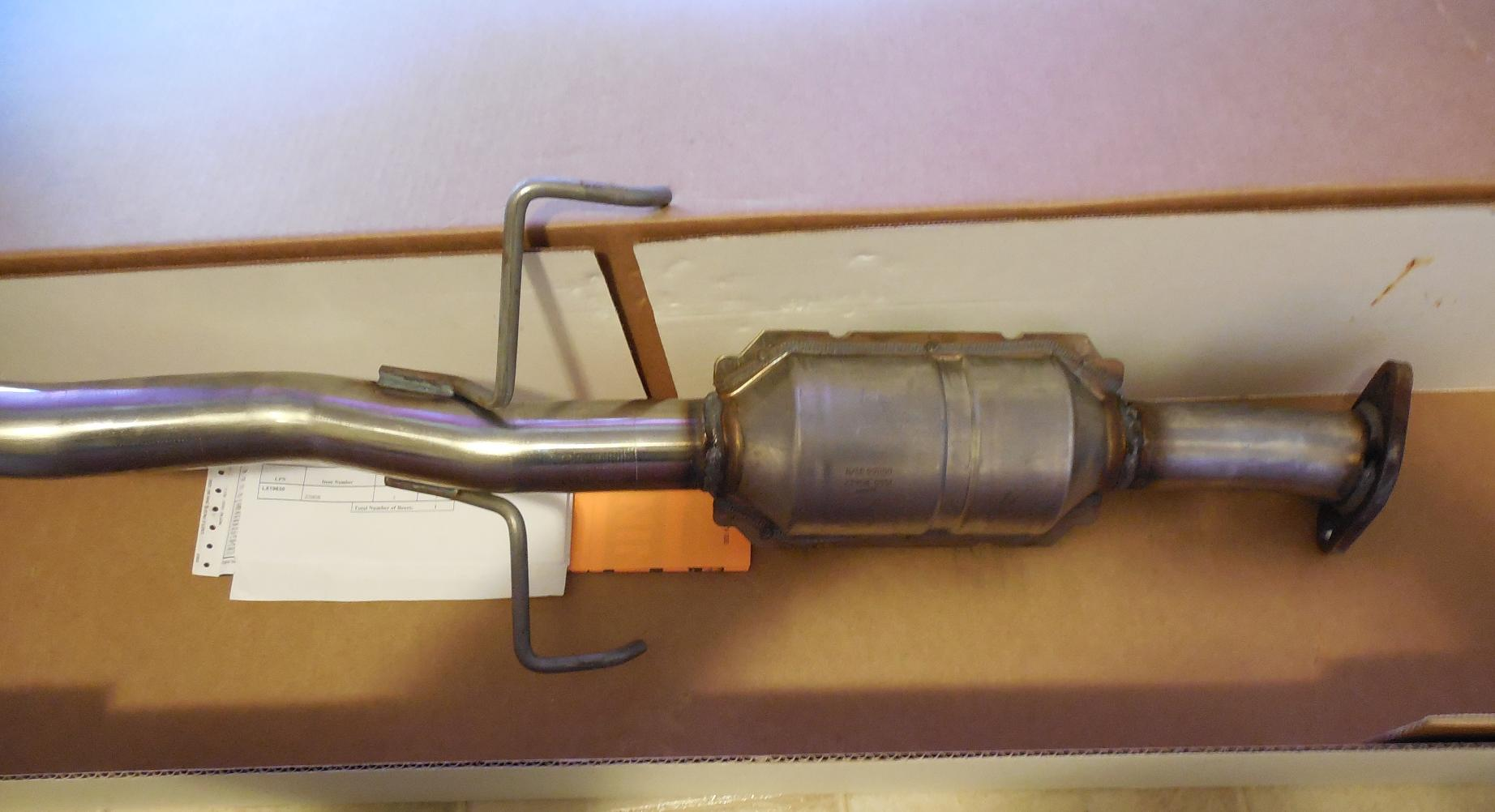

تسمم الحفاز هو تخميد جزئي أو كلي للفاعلية الكيميائية للحفاز نتيجة ارتباطه بمركب كيميائي. من الأمثلة التاريخية المهمة على هذه الظاهرة تسمم المحول الحفزي نتيجة استخدام البنزين المرصص، والتي تضاءلت نتيجة حظر إضافة الرصاص العضوي إلى الوقود.
يشير التسمم بشكل محدد إلى تخميد الفاعلية الكبميائية، وليس إلى أي نوع آخر من تثبيط الفاعلية نتيجة تفكك حراري أو ضرر فيزيائي.
على الرغم من كونها حالة غير مرغوب بها، إلا أن تسمم الحفاز يمكن أن يكون مفيداً في حالات خاصة، وذلك عندما يؤدي إلى انتقائية أفضل للحفاز، مثلما هو الحال في حفاز ليندلار.